# شهرك تشاة إسحاق
شهرك تشاة اسحاق (بالفارسية: شهرک چاه اسحاق) هي قرية تقع في قسم جلغة تشاة هاشم الريفي (مقاطعة دلغان) في إيران. يقدر عدد سكانها بـ 350 نسمة .